# Воин России
«Воин России» — ежемесячный военный литературно-художественный журнал Министерства обороны России. Публикует литературно-публицистических материалы о жизни и проблемах Вооружённых Сил Российской Федерации, на темы воинского воспитания и патриотизма, рассчитанным на широкий круг читателей и предназначен для солдатского состава, курсантов военных училищ.
Девиз в разные годы: «За нашу Советскую Родину!»

## История журнала
Журнал ведёт свою родословную от литературно-художественного журнала Красной Армии «Красноармеец» который появился в апреле 1919 года, а первый номер вышел в мае 1919 года. В 1944 году журнал был награждён орденом Красной Звезды. С 1997 года журнал издается под названием «Воин России».
Выходил также под другими названиями:
- «Красноармеец» (1919—1947)[2];
- «Красноармеец и краснофлотец» (1929—1932);
- «Красноармеец — Краснофлотец» (1932—1938);
- «Красноармеец» (1938—1947);
- «Советский воин» (1947—1992);
- «Честь имею» (1992—1994);
- «Воин» (1994—1997);
- «Воин России» (с 1997).

## Содержание
Основные рубрики журнала — «Проза», «Поэзия», «Армия и реформа», «Армия и культура», «Твои офицеры, Россия», «На службе Отечеству», «Литературное наследие», «Галерея», «Антракт».
Имелись следующие изображения: чёрно-белые и цветные фотографии, рисунки, таблицы, чертежи.

## Авторы
- В. Е. Павлов — командир 50-го смешанного авиационного полка (50савп, «Кабульского»), 40-й армии Краснознамённого Туркестанского военного округа (ограниченный контингент советских войск в Демократической Республике Афганистан (ОКСВА)), полковник, Раскалённое небо: документальная повесть // Воин России. — 2005. — № 10—12.